# Steampunk

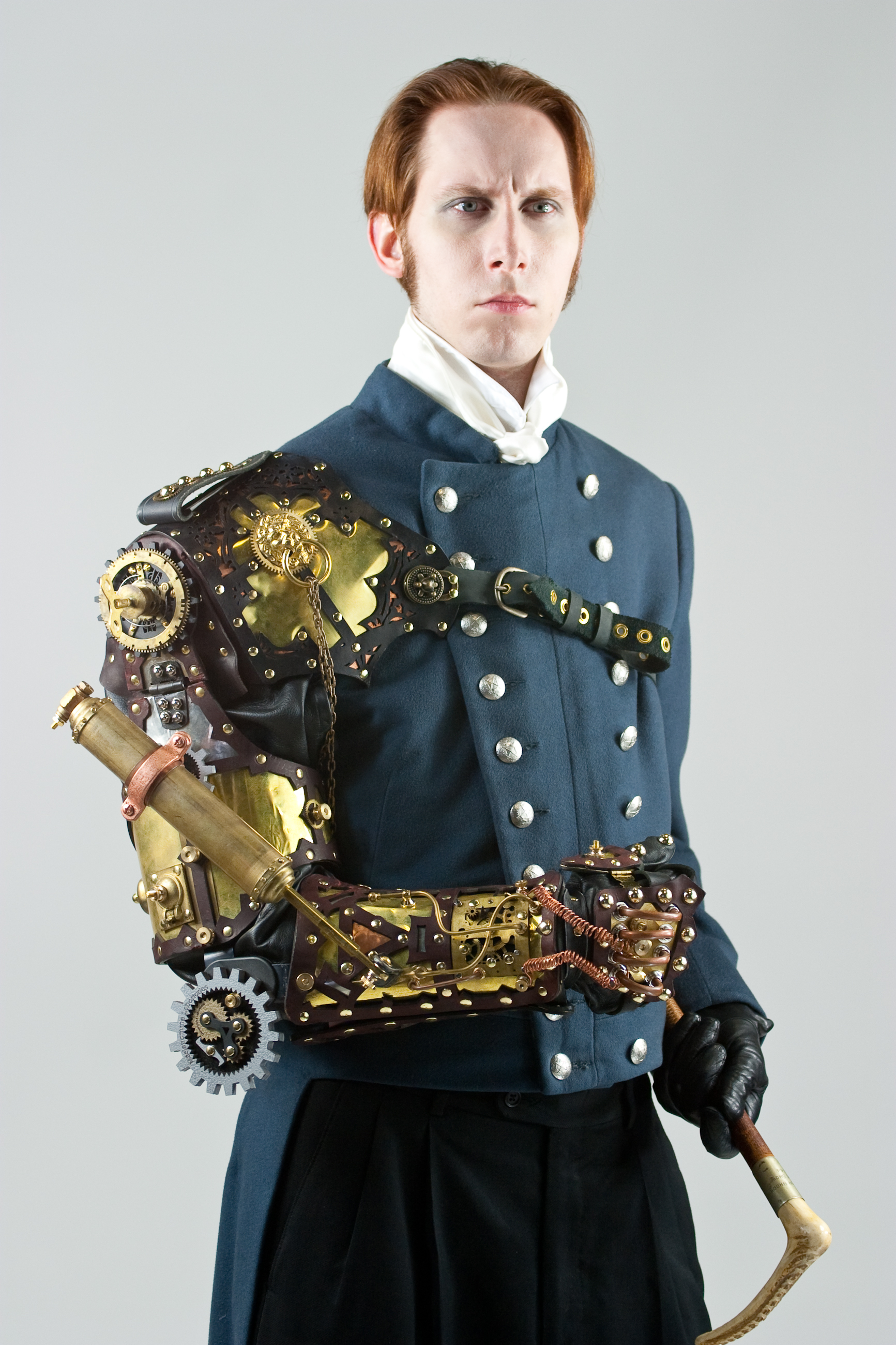
Autorul G. D. Falksen în stil Steampunk

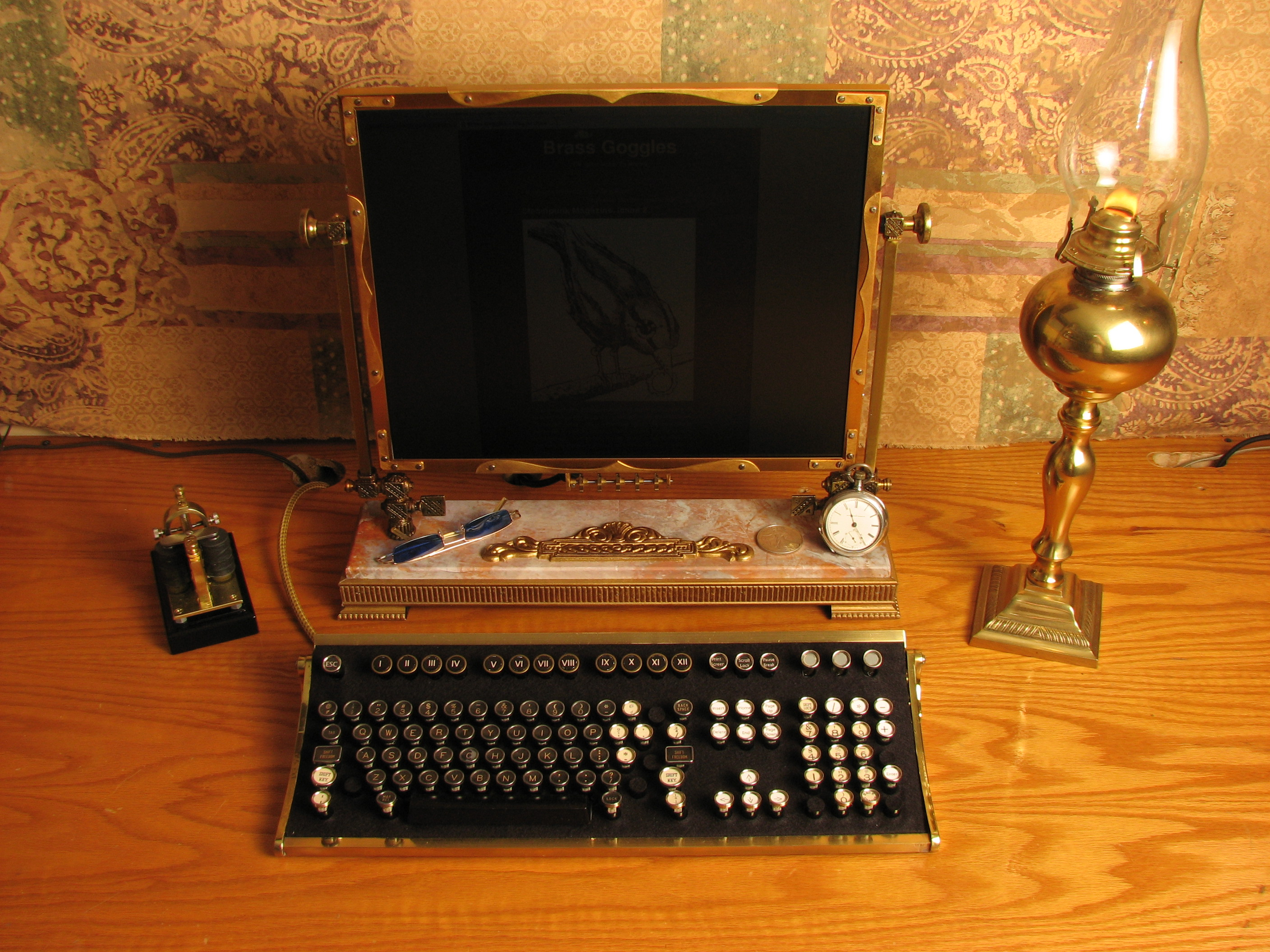
Un computer în stil steampunk

Steampunk (din engleză steam - abur și punk - conflict, protest) este un subgen al științifico-fantasticului și ficțiunii speculative, care a devenit proeminent în anii 80-90 ai secolului trecut. Lucrările încadrate în acest subgen, modelează o lume imaginară care și-a însușit cu desăvârșire utilizarea mașinilor cu abur. Termenul este asociat cu cyberpunk, și adesea linia subiectului prezintă o istorie alternativă. Stilistic subgenul este plasat in epoca victoriană engleză, dominat de numeroase invenții asemănătoare cu cele descrise în romanele lui H. G. Wells și Jules Verne. Autorii care tratează aceste subiecte acordă o atenție sporită detaliilor ce țin de rutina zilnică, fiziologică. În general ambianța steampunk este de natură cinică, pesimistă, dystopică ('antiutopică').

## Origini
Deși multe lucrări datând din anii 60-70 ai secolului trecut sunt atribuite acestui subgen, termenul in sine se pare că a fost formulat pentru prima dată într-o scrisoare din aprile 1987 a scriitorului de literatură științifico-fantastică K. W. Jeter, adresată revistei Locus. K. W. Jeter încerca să definească în scrisoare un termen general care să clasifice lucrările literare ale unor scriitori precum Tim Powers (autorul cărții The Anubis Gates, 1983), James Blaylock (Homunculus, 1986) sau unele lucrări proprii precum Morlock Night (1979) sau Infernal Devices (1987). O caracteristică importantă în scrierile acestor autori era preocuparea pentru secolul al XIX-lea, așa zisa perioadă Victoriană sau a Aburilor. În același timp, termenul de Steampunk a apărut și ca o replică la termenul Cyberpunk, pentru că față de Cyberpunk, eroii din povestirile Steampunk, inspirate de lucrările lui Jules Verne, H.G. Wells, Mark Twain, sau Mary Shelley se foloseau cu precădere de tehnologia forței aburilor și mai puțin de cea cibernetică. În evoluția sa, Steampunk-ul a oscilat între o viziune distopiană cu accente de teme noir sau de pulp fiction și o viziune ce apela la sensibilitatea lumii științifice a invențiilor din perioada Victoriană.

## Clasificări
- fantastic
- alternativ istoric

## Elemente tipice
- Vechicule propulsate de abur. Trenuri, vapoare, dirijabile.
- Armamentul epocii revoluției industriale, armament pneumatic.
- Tehnologii informaționale corespunzătoare epocii victoriene. Mașini neelectronice de calcul. Mașini automate de distribuție. Poșta pneumatică.
- Haine și accesorii corespunzătoare epocii victoriene.
- Anturaj urban: coșuri de cărămidă roșie, cer întunecat, carosabil pavat cu macadam, felinare cu gaz, atmosferă macabră.
- Personaje: profesori demenți, ingineri, criminali maniaci, călători, detectivi, agenți secreți, ș.a.

### Lumea alternativă

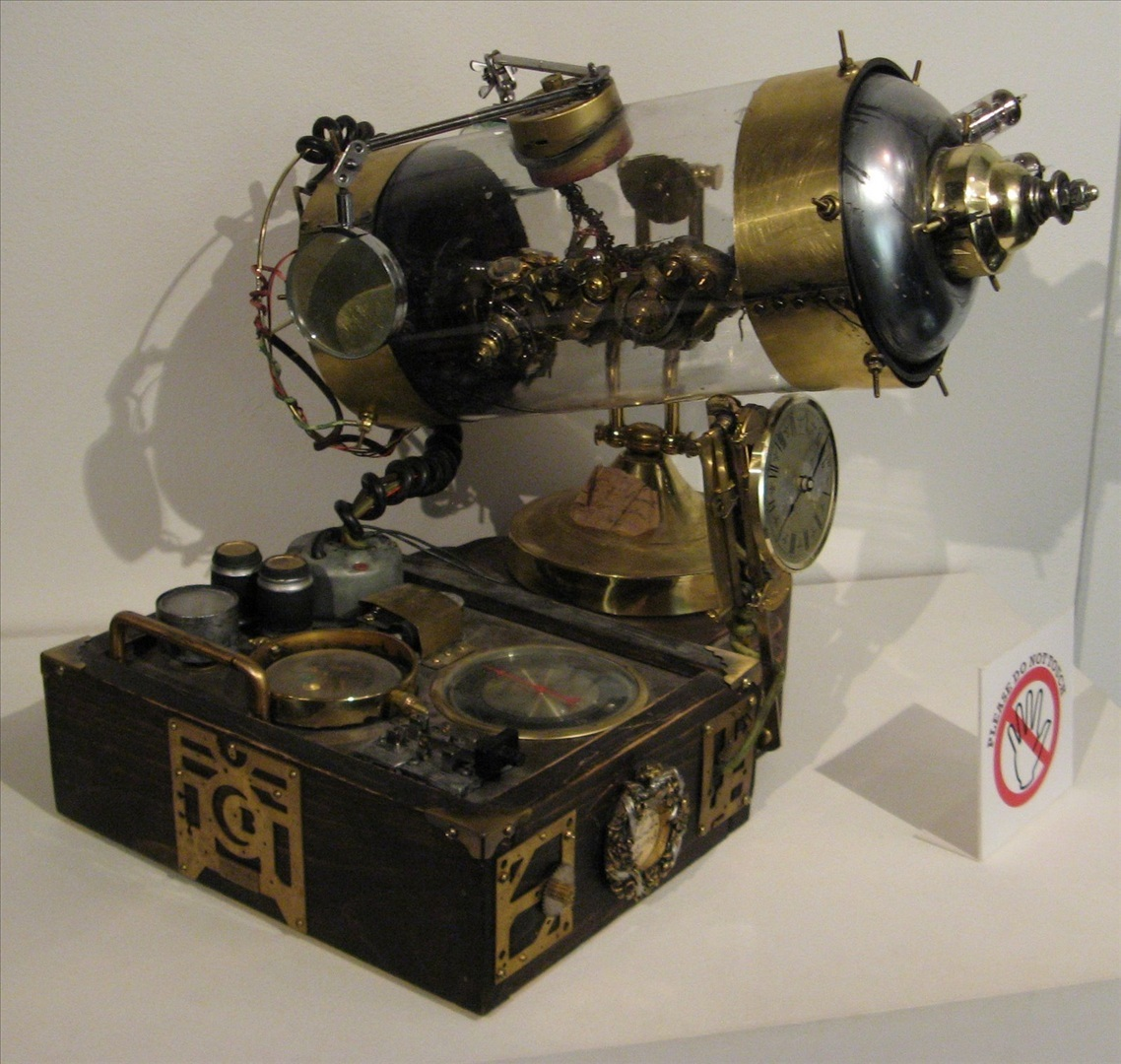
Aparat în stilul steampunk

Începând cu anii 1990, aplicarea etichetei steampunk s-a extins dincolo de lucrările plasate în perioade istorice recunoscute, la lucrări plasate în lumi fantastice care se bazează foarte mult pe tehnologia cu abur sau cu arcuri. Una dintre cele mai vechi nuvele care se bazează pe mașini zburătoare alimentate cu abur este „The Aerial Burglar” din 1844. Un exemplu din ficțiunea juvenilă este The Edge Chronicles de Paul Stewart și Chris Riddell.
Configurațiile steampunk fantasy abundă în jocurile de rol pe computer. Astfel de exemple sunt: Skies of Arcadia, Rise of Nations: Rise of Legends și Arcanum: Of Steamworks și Magick Obscura.
Unul dintre primele romane steampunk plasate într-o lume asemănătoare Pământului de Mijloc a fost The Forest of Boland Light Railway de BB (Denys James Watkins-Pitchford) din 1955, despre gnomi care construiesc o locomotivă cu abur. Cincizeci de ani mai târziu, Terry Pratchett a scris romanul Lumea Disc, despre revoluția industrială în curs și despre febra căilor ferate din Ankh-Morpork.
Gnomii și spiridușii din World of Warcraft au, de asemenea, societăți tehnologice care ar putea fi descrise ca steampunk, deoarece deși sunt cu mult înaintea tehnologiei oamenilor, încă funcționează pe abur și putere mecanică.
În seria de jocuri video The Elder Scrolls, apare o rasă de elfi numită Dwemer. Aceștia folosesc mașini alimentate cu abur, cu roți gigantice din aramă, în orașele lor subterane. Totuși, ei apelează la elemente magice pentru a menține dispozitivele antice în mișcare.
Jocul Thief: The Dark Project din 1998, precum și celelalte continuări, inclusiv versiunea din 2014, conține elemente de arhitectură, decor și tehnologie în stilul steampunk.
În mijlocul subgenurilor istorice și fantastice ale steampunk-ului se află un anumit gen care are loc într-un viitor ipotetic sau într-un echivalent fantastic al viitorului nostru, care implică dominația tehnologiei și esteticii în stil steampunk. Printre exemple se numără filmul Orașul copiilor pierduți (1995) de Jean-Pierre Jeunet și Marc Caro, seriile anime Turn A Gundam (1999-2000) sau Trigun și filmul Disney Planeta comorilor (2002). 

## În literatură

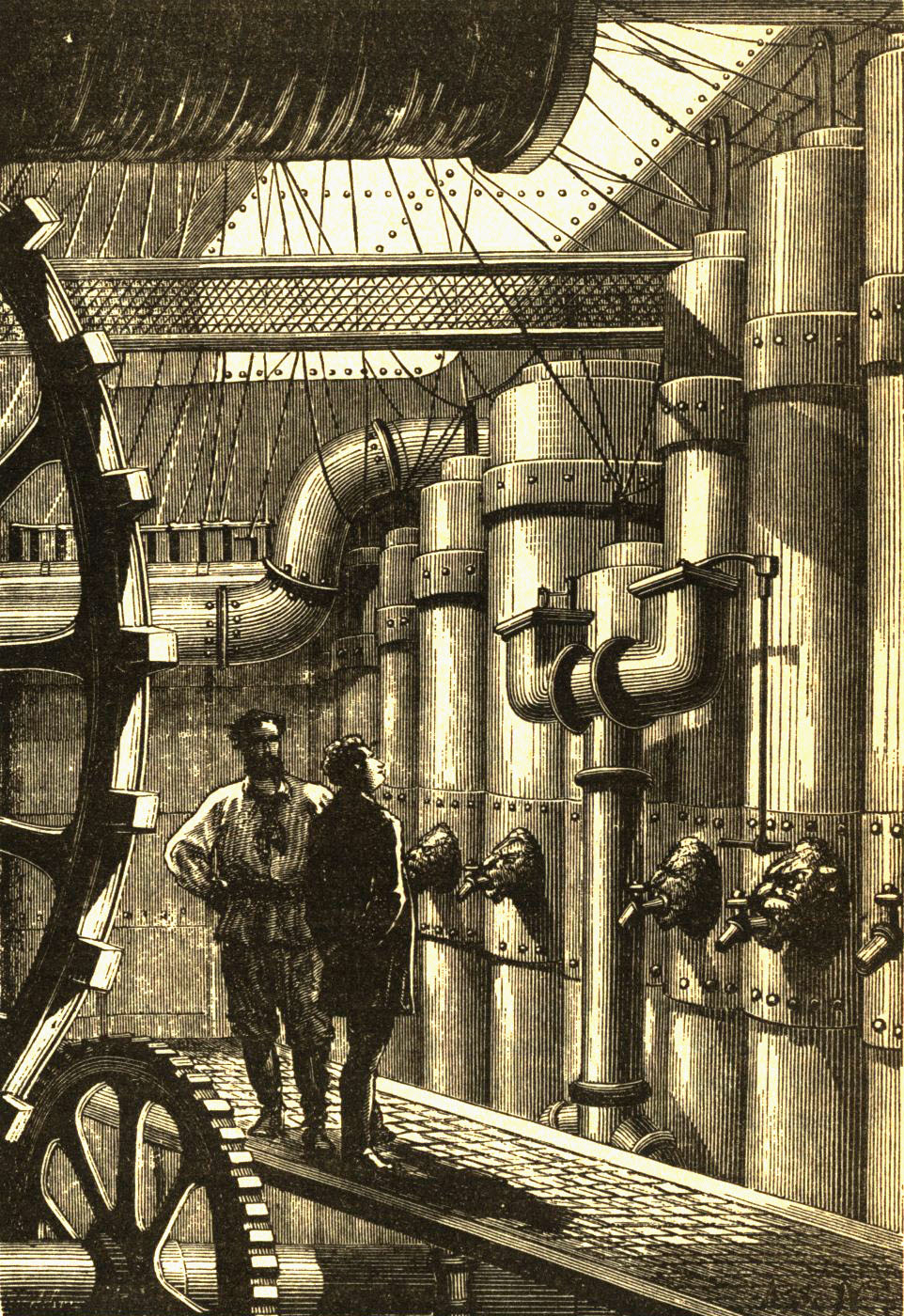
Ilustrație originală - camera motoarelor pe Nautilus (Jules Verne)

Cartea educativă Elementary BASIC – Learning to Program Your Computer in BASIC with Sherlock Holmes (1981), de Henry Singer și Andrew Ledgar, poate fi considerată prima lucrare fictivă care descrie utilizarea motorului analitic al lui Charles Babbage într-o poveste de aventură. Cartea, adresată tinerilor studenți la programare, îl înfățișează pe Holmes folosind motorul ca ajutor în investigațiile sale și enumeră programe care efectuează sarcini simple de prelucrare a datelor necesare pentru a rezolva cazurile fictive. Cartea descrie chiar și un dispozitiv care permite ca motorul să fie folosit de la distanță, prin intermediul liniilor telegrafice, ca o posibilă îmbunătățire a aparatului lui Babbage. De asemenea, au fost scrise volume adiacente: Elementary Pascal – Learning to Program Your Computer in Pascal with Sherlock Holmes și From Baker Street to Binary – An Introduction to Computers and Computer Programming with Sherlock Holmes.
În 1988, a fost publicată prima versiune a jocului de rol de masă SF Space: 1889. Jocul este plasat într-o istorie alternativă în care anumite teorii științifice victoriane, acum discreditate, erau atunci probabile și au condus la noi tehnologii. Printre autorii care au contribuit au fost: Frank Chadwick, Loren Wiseman și Marcus Rowland.
Romanul lui William Gibson și Bruce Sterling Machina diferențială (1990) este adesea creditat că a adus o conștientizare pe scară largă a steampunk-ului. Acest roman aplică principiile scrierilor cyberpunk ale lui Gibson și Sterling într-o epocă victoriană alternativă, în care Ada Lovelace și Charles Babbage au propus computerul mecanic alimentat cu abur, pe care Babbage l-a numit un mașină diferențială.
Antologia originală a lui Nick Gevers, Extraordinary Engines (2008) prezintă povești steampunk mai recente ale unora dintre scriitorii genului, precum și alți scriitori de science-fiction și fantasy care experimentează cu standardele neo-victoriane. Alte cărți reprezentative pentru fanii steampunk sunt ale autorilor Philip Reeve și Scott Westerfeld. Nuvela lui Reeve „Mășinării infernale” prezintă Pământul în viitorul îndepărtat, unde orașe imense mereu în mișcare se devorează reciproc într-o luptă pentru resurse, un concept inventat de Reeve cu numele de darwinism municipal. Trilogia Leviathan a lui Westerfeld este plasată în timpul unui prim război mondial alternativ între „clankeri” (Puterile Centrale), care folosesc tehnologia cu abur, și „darwiniști” (Puterile Aliate), care folosesc creaturi modificate genetic în loc de mașini.
Seria de benzi desenate Hellboy, creată de Mike Mignola, și cele două filme Hellboy cu Ron Perlman în rolul principal și regizate de Guillermo del Toro, conțin elemente steampunk. În benzile desenate și în primul film Hellboy - Eroul scăpat din infern, din 2004, Karl Ruprecht Kroenen este un om de știință nazist SS, dependent de intervenții chirurgicale și care are multe proteze mecanice, inclusiv o inimă mecanică. Personajul Johann Krauss este prezent în benzile desenate și în cel de-al doilea film, Hellboy și Armata de Aur (2008), ca mediu ectoplasmic (o formă gazoasă într-un costum parțial mecanic). Acest al doilea film prezintă și Armata de Aur în sine, care este o colecție de 4.900 de războinici steampunk mecanici.